# Hypnale
Hypnale är ett släkte av ormar som ingår i familjen huggormar.
Släktets medlemmar är med en längd av 30 till 55 cm små ormar. De lever i södra Indien samt i Sri Lanka. Habitatet varierar mellan regnskogar, odlade områden och andra kulturlandskap. Arterna äter groddjur, ödlor, andra ormar och små däggdjur. Det giftiga bettet medför vanligen inga allvarliga reaktioner hos människor. Honor föder levande ungar (ovovivipari).
Arter enligt Catalogue of Life och The Reptile Database:
- Hypnale hypnale
- Hypnale nepa
- Hypnale walli